# KylieX2008
KylieX2008 war die Bezeichnung für die zehnte Musiktournee der australischen Sängerin Kylie Minogue in den Jahren 2008 und 2009.

## Überblick
Die Tournee gehörte zur Promotion für Minogues zehntes Studioalbum X. Zum Abschluss des europäischen Teils kündigte Minogue an, dass sie die Tournee nach Südamerika, Asien und Australien fortsetzen werde. Mit der Ankündigung des nordamerikanischen Tourneeteils 2009 erklärte Minogue auf ihrer offiziellen Webseite, dass die Tournee hochgerechnet schätzungsweise 70 Millionen Dollar im Ticketverkauf eingebracht habe. Die Tour ging vom 6. Mai 2008 bis zum 6. August 2009.
Von den 80 Konzerten fanden 58 in Europa, 6 in Südamerika, 7 in Asien, 8 in Ozeanien und 1 in Afrika statt.

## Live-Mitschnitte
Das Konzert in der Londoner 0² World Arena vom zweiten August 2008 wurde für eine DVD mitgeschnitten, welche am ersten Dezember 2008 veröffentlicht wurde. Die DVD „KylieX2008“ enthält neben dem kompletten Konzert außerdem ein kurzes Behind-The-Scenes-Footage [12 Hours in the Life Of Kylie Minogue] sowie Backdrop-Projektionen, eine Fotogalerie und den DVD-Trailer. Die Blu-Ray Version (welche mehrere Fotos und mehrere Backdrop-Projectionen enthält) erhielt negative Bemerkungen aufgrund der Videoqualität. Da das Konzert in 16 mm gefilmt wurde, ist es auf HD-Fernsehern körnig.

## Titelliste
| Act 1: Xlectro Static - „Speakerphone“ - „Can’t Get You Out of My Head“ - „Ruffle My Feathers“ - „In Your Eyes“ Act 2: Cheer Squad - „Heart Beat Rock“ - „Wow“ - „Shocked“ (DNA Mix) Act 3: Xposed - „Like a Drug“ - „Slow“ - „The One“ - „2 Hearts“ Act 4: Black Versus White - „On a Night Like This“ - „Your Disco Needs You“ - „Kids“ - „Step Back in Time“ - „In My Arms“ - „Love at First Sight“ (Ruff and Jam U.S. Remix) | Act 5: Naughty Manga Girl - „Sometime Samurai“ - „Come into My World“ (Fischerspooner Mix) - „Nu-di-ty“ - „Sensitized“ Act 6: Starry Nights - „Flower“ - „I Believe in You“ - „Cosmic“ Act 7: Beach Party - „Loveboat“ - „Copacabana“ - „That's Why They Write Love Songs“ Encore - „No More Rain“ - „All I See“ |

## Tourneedaten
| Datum             | Stadt               | Land                         | Platz                                     |
| Europa            | Europa              | Europa                       | Europa                                    |
| ----------------- | ------------------- | ---------------------------- | ----------------------------------------- |
| 6. Mai 2008       | Paris               | Frankreich                   | Palais Omnisports de Paris-Bercy          |
| 7. Mai 2008       | Antwerp             | Belgien                      | Sportpaleis                               |
| 9. Mai 2008       | Stuttgart           | Deutschland                  | Schleyerhalle                             |
| 10. Mai 2008      | Frankfurt           | Deutschland                  | Festhalle Frankfurt                       |
| 12. Mai 2008      | Prag                | Tschechische Republik        | O2 Arena                                  |
| 14. Mai 2008      | Wien                | Österreich                   | Wiener Stadthalle                         |
| 15. Mai 2008      | Budapest            | Ungarn                       | Budapest Sports Arena                     |
| 17. Mai 2008      | Bukarest            | Rumänien                     | Cotroceni Stadium                         |
| 18. Mai 2008      | Sofia               | Bulgarien                    | Lokomotiv Stadium                         |
| 20. Mai 2008      | Istanbul            | Türkei                       | Turkcell Kuruçeşme Arena                  |
| 22. Mai 2008      | Athen               | Griechenland                 | Terra Vibe Park                           |
| 25. Mai 2008      | Zürich              | Schweiz                      | Hallenstadion                             |
| 27. Mai 2008      | Köln                | Deutschland                  | Kölnarena                                 |
| 29. Mai 2008      | München             | Deutschland                  | Olympiahalle                              |
| 30. Mai 2008      | Genf                | Schweiz                      | SEG Geneva Arena                          |
| 1. Juni 2008      | Lyon                | Frankreich                   | Halle Tony Garnier                        |
| 3. Juni 2008      | Madrid              | Spanien                      | Palacio de Deportes                       |
| 5. Juni 2008      | Esch-sur-Alzette    | Luxemburg                    | Rockhal                                   |
| 7. Juni 2008      | Hamburg             | Deutschland                  | Color Line Arena                          |
| 8. Juni 2008      | Copenhagen          | Dänemark                     | Forum Copenhagen                          |
| 10. Juni 2008     | Oslo                | Norwegen                     | Oslo Spektrum                             |
| 11. Juni 2008     | Stockholm           | Schweden                     | Stockholm Globe Arena                     |
| 13. Juni 2008     | Helsinki            | Finnland                     | Hartwall Arena                            |
| 16. Juni 2008     | Moskau              | Russland                     | Olimpiyskiy                               |
| 18. Juni 2008     | Saint Petersburg    | Russland                     | Ice Palace Saint Petersburg               |
| 20. Juni 2008     | Riga                | Lettland                     | Arena Riga                                |
| 22. Juni 2008     | Berlin              | Deutschland                  | Velodrom                                  |
| 23. Juni 2008     | Rotterdam           | Niederlande                  | Ahoy Rotterdam                            |
| 26. Juni 2008     | Belfast             | Nordirland                   | Odyssey Arena                             |
| 27. Juni 2008     | Belfast             | Nordirland                   | Odyssey Arena                             |
| 29. Juni 2008     | Belfast             | Nordirland                   | Odyssey Arena                             |
| 30. Juni 2008     | Belfast             | Nordirland                   | Odyssey Arena                             |
| 5. Juli 2008      | Glasgow             | Schottland                   | Scottish Exhibition and Conference Centre |
| 6. Juli 2008      | Glasgow             | Schottland                   | Scottish Exhibition and Conference Centre |
| 8. Juli 2008      | Glasgow             | Schottland                   | Scottish Exhibition and Conference Centre |
| 9. Juli 2008      | Glasgow             | Schottland                   | Scottish Exhibition and Conference Centre |
| 11. Juli 2008     | Manchester          | England                      | Manchester Evening News Arena             |
| 12. Juli 2008     | Manchester          | England                      | Manchester Evening News Arena             |
| 14. Juli 2008     | Manchester          | England                      | Manchester Evening News Arena             |
| 15. Juli 2008     | Manchester          | England                      | Manchester Evening News Arena             |
| 17. Juli 2008     | Manchester          | England                      | Manchester Evening News Arena             |
| 18. Juli 2008     | Manchester          | England                      | Manchester Evening News Arena             |
| 20. Juli 2008     | Newcastle upon Tyne | England                      | Metro Radio Arena                         |
| 21. Juli 2008     | Newcastle upon Tyne | England                      | Metro Radio Arena                         |
| 23. Juli 2008     | Newcastle upon Tyne | England                      | Metro Radio Arena                         |
| 24. Juli 2008     | Newcastle upon Tyne | England                      | Metro Radio Arena                         |
| 26. Juli 2008     | London              | England                      | The O2 Arena                              |
| 27. Juli 2008     | London              | England                      | The O2 Arena                              |
| 29. Juli 2008     | London              | England                      | The O2 Arena                              |
| 30. Juli 2008     | London              | England                      | The O2 Arena                              |
| 1. August 2008    | London              | England                      | The O2 Arena                              |
| 2. August 2008    | London              | England                      | The O2 Arena                              |
| 4. August 2008    | London              | England                      | The O2 Arena                              |
| Südamerika        |                     |                              |                                           |
| 1. November 2008  | Bogotá              | Kolumbien                    | Parque Jaime Duque                        |
| 4. November 2008  | Caracas             | Venezuela                    | Poliedro de Caracas                       |
| 6. November 2008  | Lima                | Peru                         | Explanada Del Monumental                  |
| 8. November 2008  | São Paulo           | Brasilien                    | Credicard Hall                            |
| 13. November 2008 | Santiago            | Chile                        | Pista Atlética del Estadio Nacional       |
| 15. November 2008 | Buenos Aires        | Argentinien                  | Sede Jorge Newbery                        |
| Asien             |                     |                              |                                           |
| 21. November 2008 | Dubai               | Vereinigte Arabische Emirate | Dubai Festival City Concert Area          |
| 23. November 2008 | Bangkok             | Thailand                     | Impact Arena                              |
| 25. November 2008 | Kallang             | Singapur                     | Singapore Indoor Stadium                  |
| 27. November 2008 | Hongkong            | China                        | AsiaWorld-Arena                           |
| 29. November 2008 | Schanghai           | China                        | Hongkou Stadium                           |
| 1. Dezember 2008  | Peking              | China                        | Beijing Workers’ Gymnasium                |
| 4. Dezember 2008  | Taipei              | Taiwan                       | Taipei Soccer Stadium                     |
| Australasien      |                     |                              |                                           |
| 8. Dezember 2008  | Auckland            | Neuseeland                   | Vector Arena                              |
| 9. Dezember 2008  | Auckland            | Neuseeland                   | Vector Arena                              |
| 14. Dezember 2008 | Sydney              | Australien                   | Acer Arena                                |
| 16. Dezember 2008 | Sydney              | Australien                   | Acer Arena                                |
| 17. Dezember 2008 | Sydney              | Australien                   | Acer Arena                                |
| 19. Dezember 2008 | Melbourne           | Australien                   | Rod Laver Arena                           |
| 20. Dezember 2008 | Melbourne           | Australien                   | Rod Laver Arena                           |
| 22. Dezember 2008 | Melbourne           | Australien                   | Rod Laver Arena                           |
| Europa            |                     |                              |                                           |
| 2. Mai 2009       | Ischgl              | Österreich                   | Silvrettaseilbahn AG                      |
| Afrika            |                     |                              |                                           |
| 15. Mai 2009      | Rabat               | Marokko                      | OLM Souissi                               |
| Europa            |                     |                              |                                           |
| 4. Juni 2009      | Gdańsk              | Polen                        | Gdańsk Shipyard                           |
| 2. Juli 2009      | Madrid              | Spanien                      | Plaza de Toros de Las Ventas              |
| 4. Juli 2009      | Lisbon              | Portugal                     | Pavilhão Atlântico                        |
| 6. August 2009    | Skanderborg         | Dänemark                     | Smukkeste Festival Grounds                |